# Charles Tannen
Charles Tannen (New York, 22 ottobre 1915 – San Bernardino, 28 dicembre 1980) è stato un attore statunitense che recitò, dal 1935 al 1964, in oltre 160 film e, dal 1954 al 1966, in oltre 60 produzioni televisive.

## Biografia
Charles Tannen nacque a New York il 22 ottobre 1915. Figlio dell'attore Julius Tannen (1880-1965), aveva un fratello, William (1911-1976), che sarebbe diventato pure lui attore.
Per la televisione fu accreditato diverse volte grazie a numerose interpretazioni di personaggi secondari o ruoli da guest star in molti episodi di serie televisive dagli anni cinquanta agli anni settanta. L'ultimo suo ruolo per la televisione fu quello di Benson per la serie Vacation Playhouse interpretato nell'episodio Where There's Smokey trasmesso il 1º agosto 1966.
La sua carriera per il cinema conta diverse partecipazioni; tra i personaggi a cui diede vita si possono citare Charlie Ford in Il vendicatore di Jess il bandito del 1940 e lo sceriffo in Stagecoach to Dancers' Rock del 1962.
Morì a San Bernardino, in California, il 28 dicembre 1980 e fu cremato.

## Filmografia

### Attore

#### Cinema
- L'angelo delle tenebre (The Dark Angel), regia di Sidney Franklin (1935)
- Fighting Youth (1935)
- Blazing Justice (1936)
- La bisbetica innamorata (Love Before Breakfast) (1936)
- Educating Father (1936)
- Sins of Man, regia di Otto Brower, Gregory Ratoff (1936)
- Radiofollie (Sing, Baby, Sing) (1936)
- La reginetta dei monelli (Dimples), regia di William A. Seiter (1936)
- L'amore è novità (Love Is News), regia di Tay Garnett (1937)
- Fair Warning (1937)
- Sing and Be Happy (1937)
- The Lady Escapes (1937)
- Tigre verde (Think Fast, Mr. Moto), regia di Norman Foster (1937)
- Il fantasma cantante (Wake Up and Live) (1937)
- Mia moglie cerca marito (Second Honeymoon) (1937)
- Sotto la maschera (Big Town Girl), regia di Alfred L. Werker (1937)
- Una ragazza allarmante (Love and Hisses), regia di Sidney Lanfield (1937)
- Stella del Nord (Happy Landing), regia di Roy Del Ruth (1938)
- Walking Down Broadway (1938)
- Vagabondi al chiaro di luna (Kentucky Moonshine) (1938)
- La grande strada bianca (Alexander's Ragtime Band), regia di Henry King (1938)
- Amore senza domani (Always Goodbye) (1938)
- I'll Give a Million (1938)
- Gateway (1938)
- My Lucky Star, regia di Roy Del Ruth (1938)
- Five of a Kind (1938)
- Pattuglia sottomarina (Submarine Patrol) (1938)
- Up the River (1938)
- Jess il bandito (Jesse James) (1939)
- La sposa di Boston (The Story of Alexander Graham Bell) (1939)
- La rosa di Washington (Rose of Washington Square) (1939)
- Alba di gloria (Young Mr. Lincoln), regia di John Ford (1939)
- La famiglia Jones a Hollywood (The Jones Family in Hollywood) (1939)
- Ho trovato una stella (Second Fiddle) (1939)
- Charlie Chan at Treasure Island (1939)
- La più grande avventura (Drums Along the Mohawk) (1939)
- Barricade (1939)
- The Honeymoon's Over (1939)
- Il canto del fiume (Swanee River), regia di Sidney Lanfield (1939)
- The Man Who Wouldn't Talk (1940)
- Furore (The Grapes of Wrath) (1940)
- Il prigioniero (Johnny Apollo) (1940)
- La via delle stelle (Star Dust) (1940)
- Il romanzo di lilian russell (Lillian Russell) (1940)
- Lucky Cisco Kid (1940)
- Sailor's Lady (1940)
- Il vendicatore di Jess il bandito (The Return of Frank James) (1940)
- Non siamo più bambini (Young People) (1940)
- Public Deb No. 1 (1940)
- Murder Over New York (1940)
- Jennie (1940)
- Tall, Dark and Handsome (1941)
- Sleepers West (1941)
- Dead Men Tell (1941)
- Addio Broadway! (The Great American Broadcast) (1941)
- The Cowboy and the Blonde (1941)
- Appuntamento a Miami (Moon Over Miami) (1941)
- Bombardieri in picchiata (Dive Bomber) (1941)
- Ciao amici! (Great Guns) (1941)
- Cadet Girl (1941)
- Marry the Bo$$'$ Daughter (1941)
- The Perfect Snob (1941)
- Echi di gioventù (Remember the Day) (1941)
- Blue, White and Perfect (1942)
- Igiene sessuale (Sex Hygiene) (1942)
- Verso le coste di Tripoli (To the Shores of Tripoli) (1942)
- Sundown Jim (1942)
- Ondata d'amore (Moontide) (1942)
- Follie di New York (My Gal Sal) (1942)
- Il magnifico fannullone (The Magnificent Dope) (1942)
- Little Tokyo, U.S.A. (1942)
- Baci carezze e pugni (Footlight Serenade) (1942)
- Destino (Tales of Manhattan) (1942)
- Careful, Soft Shoulder (1942)
- Michael Shayne va a Broadway (Just Off Broadway) (1942)
- Manila Calling (1942)
- In montagna sarò tua (Springtime in the Rockies) (1942)
- Life Begins at Eight-Thirty (1942)
- Quiet Please: Murder (1942)
- Photographic Intelligence for Bombardment Aviation (1943)
- Agguato sul fondo (Crash Dive) (1943)
- They Came to Blow Up America (1943)
- Land and Live in the Jungle (1944)
- Resisting Enemy Interrogation (1944)
- Femmina folle (Leave Her to Heaven) (1945)
- Doll Face, regia di Lewis Seiler (1945)
- The Spider (1945)
- Shock (1946)
- Behind Green Lights (1946)
- Johnny Comes Flying Home (1946)
- Grattacielo tragico (The Dark Corner) (1946)
- It Shouldn't Happen to a Dog (1946)
- If I'm Lucky, regia di Lewis Seiler (1946)
- You Were Meant for Me (1948)
- Governante rubacuori (Sitting Pretty) (1948)
- Il sipario di ferro (The Iron Curtain) (1948)
- I verdi pascoli del Wyoming (Green Grass of Wyoming) (1948)
- Give My Regards to Broadway (1948)
- La strada senza nome (The Street with No Name) (1948)
- L'urlo della città (Cry of the City) (1948)
- Infedelmente tua (Unfaithfully Yours) (1948)
- When My Baby Smiles at Me (1948)
- Quel meraviglioso desiderio (That Wonderful Urge) (1948)
- Lettera a tre mogli (A Letter to Three Wives) (1949)
- Sono tua (You're My Everything) (1949)
- Ho incontrato l'amore (Dancing in the Dark) (1949)
- Bill sei grande! (When Willie Comes Marching Home), regia di John Ford (1950)
- Una sposa insoddisfatta (Mother Didn't Tell Me) (1950)
- Sui marciapiedi (Where the Sidewalk Ends) (1950)
- I'll Get By (1950)
- La fortuna si diverte (The Jackpot) (1950)
- Butterfly americana (Call Me Mister) (1951)
- Il comandante Johnny (You're in the Navy Now) (1951)
- Follow the Sun (1951)
- Ultimatum alla Terra (The Day the Earth Stood Still) (1951)
- Duello nella foresta (Red Skies of Montana) (1952)
- Telefonata a tre mogli (Phone Call from a Stranger) (1952)
- L'ultima minaccia (Deadline - U.S.A.) (1952)
- The Pride of St. Louis (1952)
- Sangue sotto la luna (Without Warning!) (1952)
- Notte di perdizione (Night Without Sleep) (1952)
- Paradiso notturno (Bloodhounds of Broadway) (1952)
- Seduzione mortale (Angel Face) (1953)
- The Case Against the 20% Federal Admissions Tax on Motion Picture Theatres (1953)
- Down Among the Sheltering Palms (1953)
- Chiamatemi madame (Call Me Madam) (1953)
- The Girl Next Door (1953)
- Gli uomini preferiscono le bionde (Gentlemen Prefer Blondes) (1953)
- Squadra omicidi (Vice Squad) (1953)
- Assassinio premeditato (A Blueprint for Murder) (1953)
- The Kid from Left Field (1953)
- Inferno (1953)
- Traversata pericolosa (Dangerous Crossing) (1953)
- La città dei fuorilegge (City of Bad Men) (1953)
- Gorilla in fuga (Gorilla at Large) (1954)
- Squadra investigativa (Down Three Dark Streets) (1954)
- La ragazza di campagna (The Country Girl) (1954)
- Follie dell'anno (There's No Business Like Show Business) (1954)
- I ponti di Toko Ri (The Bridges at Toko-Ri) (1954)
- The Steel Cage (1954)
- Papà Gambalunga (Daddy Long Legs), regia di Jean Negulesco (1955)
- L'altalena di velluto rosso (The Girl in the Red Velvet Swing) (1955)
- L'imputato deve morire (Trial) (1955)
- Piangerò domani (I'll Cry Tomorrow) (1955)
- Il re del jazz (The Benny Goodman Story) (1956)
- Il colosso d'argilla (The Harder They Fall) (1956)
- La grande sfida (The Proud Ones) (1956)
- Quegli anni selvaggi (These Wilder Years) (1956)
- Vita di una commessa viaggiatrice (The First Traveling Saleslady) (1956)
- Supplizio (The Rack) (1956)
- Quattro ragazze in gamba (Four Girls in Town) (1957)
- Il mostro che sfidò il mondo (The Monster That Challenged the World) (1957)
- Mia moglie... che donna! (I Married a Woman) (1958)
- Il bacio dello spettro (The Return of Dracula) (1958)
- L'esperimento del dottor K. (The Fly) (1958)
- Come svaligiare una banca (A Nice Little Bank That Should Be Robbed) (1958)
- Missili in giardino (Rally 'Round the Flag, Boys!) (1958)
- Il selvaggio e l'innocente (The Wild and the Innocent) (1959)
- Ma non per me (But Not for Me) (1959)
- Adorabile infedele (Beloved Infidel) (1959)
- The Rookie (1959)
- La famiglia assassina di Mà Barker (Ma Barker's Killer Brood) (1960)
- Viaggio in fondo al mare (Voyage to the Bottom of the Sea) (1961)
- Stagecoach to Dancers' Rock (1962)
- Ho sposato 40 milioni di donne (Kisses for My President) (1964)

#### Televisione
- Roy Rogers (The Roy Rogers Show) – serie TV, 2 episodi (1954)
- It's a Great Life – serie TV, 2 episodi (1954-1955)
- Papà ha ragione (Father Knows Best) – serie TV, 2 episodi (1955-1957)
- The Whistler – serie TV, episodio 1x30 (1955)
- Lassie – serie TV, 3 episodi (1956-1961)
- I Led 3 Lives – serie TV, un episodio (1956)
- Four Star Playhouse – serie TV, un episodio (1956)
- The Millionaire – serie TV, un episodio (1956)
- Studio 57 – serie TV, un episodio (1956)
- Sheriff of Cochise – serie TV, un episodio (1956)
- Il tenente Ballinger (M Squad) – serie TV, 2 episodi (1957-1960)
- Tales of Wells Fargo – serie TV, 3 episodi (1957-1961)
- Cheyenne – serie TV, 2 episodi (1957-1961)
- The 20th Century-Fox Hour – serie TV, episodio 2x16 (1957)
- Official Detective – serie TV, un episodio (1957)
- Maverick – serie TV, episodio 1x04 (1957)
- Gunsmoke – serie TV, 2 episodi (1958-1961)
- Perry Mason – serie TV, 3 episodi (1958-1961)
- Colt.45 – serie TV, un episodio (1958)
- I racconti del West (Zane Grey Theater) – serie TV, un episodio (1958)
- Le leggendarie imprese di Wyatt Earp (The Life and Legend of Wyatt Earp) – serie TV, un episodio (1958)
- The Lineup – serie TV, un episodio (1958)
- The George Burns and Gracie Allen Show – serie TV, 2 episodi (1958)
- 26 Men – serie TV, episodio 2x01 (1958)
- Jefferson Drum – serie TV, un episodio (1958)
- Have Gun - Will Travel – serie TV, episodio 2x06 (1958)
- Tales of the Texas Rangers – serie TV, un episodio (1958)
- Flight – serie TV, episodio 1x18 (1958)
- The Rifleman – serie TV, 6 episodi (1959-1961)
- Laramie – serie TV, 3 episodi (1959-1961)
- Gli uomini della prateria (Rawhide) – serie TV, 4 episodi (1959-1962)
- Black Saddle – serie TV, un episodio (1959)
- Indirizzo permanente (77 Sunset Strip) – serie TV, episodio 1x26 (1959)
- L'uomo ombra (The Thin Man) – serie TV, episodio 2x29 (1959)
- Yancy Derringer – serie TV, episodio 1x32 (1959)
- Tightrope – serie TV, un episodio (1959)
- Gli intoccabili (The Untouchables) – serie TV, un episodio (1959)
- General Electric Theater – serie TV, episodio 8x11 (1959)
- Avventure lungo il fiume (Riverboat) – serie TV, un episodio (1959)
- Death Valley Days – serie TV, un episodio (1959)
- Bonanza – serie TV, 3 episodi (1960-1961)
- I detectives (The Detectives) – serie TV, episodi 1x14-3x10 (1960-1961)
- Mr. Lucky – serie TV, episodio 1x27 (1960)
- L'uomo e la sfida (The Man and the Challenge) – serie TV, episodio 1x33 (1960)
- Peter Gunn – serie TV, episodio 3x01 (1960)
- Hot Off the Wire – serie TV, un episodio (1960)
- Assignment: Underwater – serie TV, un episodio (1960)
- Hong Kong – serie TV, episodio 1x07 (1960)
- Bronco – serie TV, un episodio (1960)
- La valle dell'oro (Klondike) – serie TV, episodio 1x10 (1960)
- Alcoa Presents: One Step Beyond – serie TV, un episodio (1961)
- Gunslinger – serie TV, episodio 1x02 (1961)
- Mister Ed, il mulo parlante (Mister Ed) – serie TV, un episodio (1961)
- Michael Shayne – serie TV episodio 1x18 (1961)
- Lawman – serie TV, un episodio (1961)
- Ai confini della realtà (The Twilight Zone) – serie TV, un episodio (1962)
- The Dick Powell Show – serie TV, episodio 1x23 (1962)
- Corruptors (Target: The Corruptors) – serie TV, episodio 1x25 (1962)
- Hazel – serie TV, 2 episodi (1962)
- 87ª squadra (87th Precinct) – serie TV, 2 episodi (1962)
- Grindl – serie TV, un episodio (1964)
- Petticoat Junction – serie TV, un episodio (1965)
- Vacation Playhouse – serie TV, un episodio (1966)

### Sceneggiatore
- Ensign O'Toole – serie TV, 3 episodi (1962-1963)
- Grindl – serie TV, 4 episodi (1963-1964)
- L'isola di Gilligan (Gilligan's Island) – serie TV, 5 episodi come sceneggiatore e 9 come consulente per la sceneggiatura (1964-1966)
- Valentine's Day – serie TV, un episodio (1964)
- Petticoat Junction – serie TV, 2 episodi (1965)
- Strega per amore (I Dream of Jeannie) – serie TV, un episodio (1966)
- Temperatures Rising – serie TV, un episodio (1972)
- Maude – serie TV, un episodio (1976)

### Produttore
- Grindl – serie TV, un episodio come produttore associato (1964)